# Kostel svatého Jana Nepomuckého (Svoboda nad Úpou)
Kostel svatého Jana Nepomuckého je římskokatolický, neorientovaný filiální, bývalý farní kostel ve Svobodě nad Úpou. Patří do farnosti Janské Lázně. Je chráněn od 22. 7. 1994 jako kulturní památka České republiky.

## Historie
Na místě současného kostela se od roku 1584 nacházel malý gotický evangelický kostel zasvěcený sv. Adalbertovi (Vojtěchovi), který byl filiální k Mladým Bukům. Jeho kapacita byla nedostačující a někteří lidé museli stát i venku.
Současný pozdně barokní kostel byl na stejném místě postaven z popudu knížete Josefa Adama ze Schwarzenbergu v letech 1777–1779 a byl zasvěcen sv. Janu Nepomuckému. Kostel měl původně dřevěnou zvonici, stojící samostatně na kopci, a od kostelních vrat k ní vedly dřevěné schody s dřevěným zastřešením. Roku 1836 byla zbudována nová kamenná, 35 metrů vysoká hranolová věž, přiléhající k průčelí kostela, která nahradila původní dřevěnou zvonici a byly do ní přeneseny zvony. Původní zvony s letopočty 1669, 1750 a 1770 byly přelity v letech 1840 a 1861. Roku 1888 byl zrušen hřbitov kolem kostela a založen nový na úbočí Kravího vrchu.
Během 1. sv. války byly zrekvírovány zvony. Další zvony ze zvonařské dílny Oktáva Wintera v Broumově byly laděny v B-dur a vysvěceny byly 3. července 1921. Současné dva zvony jsou ze zvonařské díly z Brodku u Přerova a byly vysvěceny 23. dubna 1994. Tyto nové zvony z velké části financoval ze zděděných finančních prostředků poslední svobodský farář, P. Jaroslav Tyrner.

## Popis kostela
Kostel sv. Jana Nepomuckého je jednolodní pozdně barokní stavba s pravoúhlým presbytářem na jižní straně a věží přistavěnou k severnímu průčelí. Kostel má sedlovou střechu, nad presbytářem je doplněna sanktusníkem. Věž je na čtvercovém půdorysu má vysokou jehlancovou střechou. Nástropní fresky v interiéru jsou z poloviny 19. století; oltář a vnitřní vybavení pochází z poloviny 18. století.

## Okolí kostela
U vstupu do kostela je plastika Panny Marie Růžencové, která původně byla na zrušeném hřbitově v Kryblici a na současné místo byla přenesena roku 1973.
Kolem kostela se původně nacházel obezděný hřbitov s márnicí, který byl ze sanitárních důvodů zrušen v roce 1888 a nahrazen hřbitovem novým na Sluneční stráni na protějším břehu řeky Úpy.
U polní cesty značené žlutou turistickou značkou ve svahu nad kostelem stojí výklenková kaplička Panny Marie.

## Bohoslužby
Bohoslužby se konají v neděli od 11.00 hod. (střídá se Mše svatá sloužená knězem, a bohoslužba slova vedená jáhnem).